# Dreamspace
Dreamspace – trzeci studyjny album fińskiego zespołu Stratovarius. Jest to również ostatni album, na którym śpiewa Timo Tolkki. Muzyka zaprezentowana na nim stanowi krok do przodu w porównaniu z poprzedzającym go Twilight Time, zarówno kompozytorsko, jak i stylistycznie. Jest to nadal klimatyczny heavy metal, posiadający jednak więcej momentów power metalowych (np. "We Are the Future", "Shattered") oraz progresywnych (np. "Thin Ice", "Dreamspace"), aniżeli pierwsze dwie płyty grupy.

## Lista utworów
1. „Chasing Shadows” – 4:38
2. „4th Reich” – 5:49
3. „Eyes of the World” – 5:56
4. „Hold on to Your Dream” – 3:34
5. „Magic Carpet Ride” – 4:49
6. „We Are the Future” – 5:19
7. „Tears of Ice” – 5:15
8. „Dreamspace” – 5:57
9. „Reign of Terror” – 3:28
10. „Thin Ice” – 4:23
11. „Atlantis” – 1:07
12. „Abyss” – 4:59
13. „Shattered” – 3:29
14. „Wings of Tomorrow” – 5:09

Muzykę do wszystkich utworów skomponował Timo Tolkki
Słowa do utworów „Thin Ice”, „Abyss”, „Wings of Tomorrow” napisał Tuomo Lassila, do „Hold On To Your Dream” Lassila i  Tolkki; do pozostałych utworów tekst napisał Timo Tolkki.

### Utwory dodatkowe
15. „Full Moon” – 4:33 – wydanie japońskie

## Twórcy
- Timo Tolkki – gitara, śpiew
- Jari Kainulainen – gitara basowa
- Antti Ikonen – instrumenty klawiszowe
- Tuomo Lassila – perkusja

## Informacje o albumie
- nagrywany: Rauhala Estate, Akademia Sibeliusa oraz Soundtrack Studios
- produkcja i inżynieria – Timo Tolkki
- mixy – Timo Tolkki, oprócz utworów: „4th Reich”, „Dreamspace”, „Reign Of Terror” i „Abyss”, w których mixy wykonał Mikko Karmila
- okładka – Markus Itkonen
- logo zespołu – Susanne Nokelainen
- fotografie – Lasse Lehtiranta